# Бальдески Колонна, Федерико
Федерико Бальдески Колонна (итал. Federico Baldeschi Colonna; 2 сентября 1625, Перуджа, Папская область — 4 октября 1691, Рим, Папская область) — итальянский куриальный кардинал и папский дипломат. Титулярный архиепископ Кесарии Каппадокийской с 6 июля 1665 по 17 декабря 1674. Апостольский нунций в Швейцарии с 15 июля 1665 по 27 марта 1668. Секретарь Священной конгрегации Пропаганды Веры с 7 мая 1668 по 22 марта 1673. Асессор Верховной Священной Конгрегации Римской и Вселенской Инквизиции с 22 марта 1673 по 17 декабря 1674. Префект Священной конгрегации собора с 4 мая 1675 по 4 октября 1691. Камерленго Священной Коллегии кардиналов с 11 января 1683 по 10 января 1684. Кардинал in pectore с 12 июня 1673 по 17 декабря 1674. Кардинал-священник с 17 декабря 1674, с титулом церкви Сан-Марчелло с 28 января 1675 по 9 апреля 1685. Кардинал-священник с титулом церкви Сант-Анастазия с 9 апреля 1685 по 4 октября 1691.